# IES 1 de Requena
Instituto de Enseñanza Secundaria Número 1 de Requena más conocido como IES Nº 1; es un centro educativo público de educación secundaria obligatoria y bachiller, además de sus ciclos formativos. Fue creado en el año 1928. Está situado en el municipio valenciano de Requena y fue el primero de toda la población.

## Historia
En el año 1928 se autorizó la creación de Centros de Segunda Enseñanza con la denominación de Institutos Locales en ciudades importantes que sin ser capitales de provincia, por su situación geográfica o por su importancia ciudadana lo solicitasen, siempre  condicionados a la cooperación que prestasen los Ayuntamientos solicitantes.
Se crearon 19 institutos locales, entre ellos el de Requena junto a poblaciones como Ibiza (Islas Baleares), Tortosa (Provincia de Tarragona), Aranda de Duero (Provincia de Burgos), Ponferrada (Provincia de León), Calahorra (La Rioja), Avilés (Principado de Asturias), etc. 
En estos centros se podía cursar el Bachillerato Elemental y Superior, funcionaban con una plantilla presidida por un Comisario Regio en funciones de Director, Catedrático de Instituto de segunda enseñanza, y seis profesores numerarios y cuatro ayudantes numerarios.
El Instituto Local de Segunda Enseñanza de Requena fue solemnemente inaugurado el día 22 de octubre de 1928 en las antiguas dependencias del Convento del Carmen del siglo XVII. El acto fue presidido por autoridades como el "Excmo. Sr." gobernador civil de Valencia, el "Excmo. Sr." Rector de la Universidad de Valencia, el Comisario Regio o Primer Director del centro, "D." Javier de Gaztambide, y el Alcalde de la ciudad, "D." Nicolás Pérez García.
Se celebraron los primeros exámenes el día 28 y el primer alumno de Ingreso consignado en nuestros libros de Actas, fue Luis Gómez Diana, que con otros seis compañeros fueron aprobados en la primera actuación del tribunal.
El Ayuntamiento de la ciudad aportó primeramente el edificio y cien mil pesetas, una cantidad muy considerable para esos años.
Funcionó como Local el Instituto, los tres primeros cursos, impartiendo sólo los tres primeros niveles de bachiller elemental y progresivamente fue incorporando niveles hasta que en el curso 1933-1934 se impartieron todos los cursos del Bachillerato vigente. ("Desde 1926 la Segunda Enseñanza se dividía en dos tramos: el Bachillerato Elemental, con cuatro cursos, y el Bachillerato Superior de ciencias o letras").
El claustro del Instituto de Requena estaba compuesto en el curso 1933-1934 por los siguientes profesores numerarios: Juan Grandía Castella, de francés; José Navas Romero, de Geografía e Historia; Camilo Chousa López, de Lengua y Literatura, y Juan López Almeida, de Matemáticas. Trabajaban como profesores interinos encargados de curso: Iñigo José Gracia López, de Latín; José Oria Micho, de Física y Química, y José A. Sellers Galindo, de Agricultura. Y como ayudantes interinos: José Pérez Hernández, de Dibujo y Mecanografía; Felipe Guijarro León y Antonio García Romer, de Educación Física. Por último, Eduardo García Viana era ayudante gratuito interino de Ciencias Naturales.
En 1935, durante la época de la Segunda República Española, se le concede por primera vez la categoría de Instituto Nacional (según documentó la profesora Margarita Ibáñez Tarín en un artículo titulado: "El instituto de Requena durante la Guerra Civil a través de la figura del profesor Camilo Chousa"). Posteriormente en la Orden del 27 de julio de 1942 se le volvió a conceder la categoría de Instituto Nacional de Enseñanza Media.
El edificio actual data del año 1965 y en un mismo curso hubo matriculados más de 3.000 alumnos. Cuentan que el pueblo se animaba enormemente con el alumnado que venía a examinarse. Era una cantidad enorme de juventud la que llenaba la ciudad.
En el año 1953 se conmemoraron las bodas de plata del centro y en el 2003, el 75 aniversario.

## Profesores destacados
- Alejandro Gaos González-Pola.

## Alumnos notables
- Jesús Martínez Guerricabeitia, empresario, mecenas y coleccionista de arte.
- José Martínez Guerricabeitia, editor y fundador de Ruedo ibérico.
- Fermín Pardo Pardo, folclorista, músico, profesor e historiador.
- Adelo Montés Diana, profesor y político.
- Clementina Ródenas, política.
- Joaquín Climent, actor.
- Segundo Bru Parra, político, economista y profesor.
- Luis Miguel Cárcel Cárcel, político, profesor universitario, escritor e ingeniero.
- Camilo Encinas Bautista, horchatero profesional.